# Michelle Monique Reis
Michelle Monique Reis (Macau, 20 de junho de 1970), também referida como Michelle Reis ou Lee Ka-yan, é uma modelo e atriz macaense de ascendência portuguesa e chinesa, conhecida por ter sido a vencedora dos concursos de beleza Miss Chinese International e Miss Hong Kong em 1988, para além das suas performances na saga cinematográfica de artes marciais The Legend (Fong Sai Yuk) e a sua participação no filme Anjos Caídos (Duo Luo Tian Shi) de Wong Kar-Wai.

## Biografia
Michele Monique Reis nasceu em Macau a 20 de junho de 1970, sendo filha de Francis Reis, de nacionalidade portuguesa, natural de Hong Kong, e de Wu Guofang (吴国芳), chinesa, natural de Xangai. É ainda irmã mais nova de Joanna Francisca Reis, também referida como Yuet Chi ou ainda Li Jiaming (李嘉明).
Apesar do seu pai ser português, filho de portugueses macaenses, durante a Segunda Guerra Mundial, movido pelos efeitos da Segunda Guerra Sino-Japonesa e da propaganda chinesa, Francis Reis alistou-se no exército chinês, sendo mais tarde capturado pelas forças do Império do Japão e forçado a trabalhar nas minas japonesas até à rendição do Japão. Regressando após a guerra a Hong Kong, casou-se com Wu Guofang, vivendo nos anos seguintes em Macau, Xangai e posteriormente novamente em Hong Kong.
Em 1973, com apenas 3 anos de idade, Michelle Monique Reis foi descoberta por um agente de modelos, participando pouco depois num anúncio televisivo.
Anos mais tarde, após o divórcio dos seus pais em 1987, a futura modelo e a sua irmã passaram a viver apenas com a sua mãe, raramente voltando a ter contacto com o seu pai até à morte deste em 1995. Posteriormente, revelou em várias entrevistas que se sentiu abandonada por este durante a sua infância.
Enquanto frequentava o colégio católico para o sexo feminino Maryknoll Convent School de Hong Kong, Michelle Monique Reis, que até então desejava ser hospedeira de bordo, recusou várias propostas para posar ou participar em vários anúncios publicitários, acabando no entanto por firmar contrato com uma agência de modelos aos 14 anos de idade, com o intuito de ajudar financeiramente a sua mãe.
Em 1988, com 18 anos de idade, participou no seu primeiro concurso de beleza, vencendo o título de Miss Hong Kong e pouco depois, no mesmo ano, o título de Miss Chinese International. Tornando-se célebre em toda a China, foi escolhida para representar o país no concurso Miss Mundo 1988. Após o evento, Michelle Monique Reis começou a participar em várias campanhas publicitárias, dando o salto para a televisão em 1989, com a série Fa yuet gai kei (I Do, I Do), e o cinema em 1990, com o filme Ji juen gai jong yuen choi (No Risk, No Gain: Casino Raiders - The Sequel) de Jimmy Heung e Taylor Wong.
A 23 de novembro de 2008, após um namoro público de dois anos, Michelle Monique Reis casou-se com o magnata dos negócios Julian Hui, filho do bilionário imobiliário Hui Sai Fun (1921–2018), anteriormente casado com Pansy Ho, filha do empresário de casinos de Macau Stanley Ho. Quase três anos depois, tiveram o seu primeiro e único filho Jayden Max Hui, conhecido como JM, a 8 de fevereiro de 2011.

## Filmografia
- I Do, I Do (série de televisão, 1989)
- No Risk, No Gain: Casino Raiders - The Sequel (1990)
- A Chinese Ghost Story II (1990)
- Jing zu 100 fen (1990)
- Doctor's Heart (1990)
- By Hook and Crook (1990)
- The Banquet (1991)
- A Kid From Tibet (1991)
- Swordsman II (1992)
- Casino Tycoon II (1992)
- Royal Tramp II (1992)
- Xia nu chuan qi (1992)
- Wicked City (1992)
- Yuen Chun Hap (série de televisão, 1993)
- The Legend (1993)
- Fei hu wai zhuan (1993)
- Da ying jing qing lu ye zhui ji (1993)
- The Legend II (1993)
- Drunken Master Killer (1994)
- Hai jiao wei qing (1994)
- Fallen Angels (Anjos Caídos, 1995)
- July 13th (1996)
- Armageddon (1997)
- Young and Dangerous 1997 (1997)
- Flowers of Shanghai (1998)
- Prince Charming (1999)
- Round About Midnight (1999)
- The Island Tales (2000)
- When I Fall in Love... with Both (2000)
- Healing Hearts (2000)
- The City of Lost Souls (2000)
- Oi ching bak min bau (2001)
- Yuen mei ching yan (2001)
- Beauty and the Breast (2002)
- Zhu ba da lian meng (2002)
- Miss Du Shi Niang (2003)
- Hua hun (série de televisão, 2003)
- Bodyguards and Assassins (2009)

## Cultura Popular
Desde 1990, tornou-se prática comum entre os trabalhadores de colarinho branco chineses exibir imagens de Michelle Monique Reis no seu escritório, como forma subtil de protesto e reivindicação de aumento salarial, visto o nome da atriz e modelo em chinês mandarim, Jiaxin (嘉欣), ser uma palavra homofone de 加薪 (aumento de salário).

## Prémios e Nomeações
| Ano  | Prêmio                                    | Categoria                  | Trabalho nomeado                | Resultado | Ref. |
| ---- | ----------------------------------------- | -------------------------- | ------------------------------- | --------- | ---- |
| 1988 | 16º Concurso de Miss Hong Kong            | Miss Hong Kong             |                                 | Venceu    |      |
| 1988 | 1ª Concurso de Miss Chinese International | Miss Chinese International |                                 | Venceu    |      |
| 1996 | Golden Bauhinia Award                     | Melhor atriz               | Duo Luo Tian Shi (Anjos Caídos) | Nomeada   |      |